# Иполит I Бентивольо
Вижте пояснителната страница за други личности с името Иполит Бентивольо.
Иполит I Бентивольо ̈(на италиански: Ippolito Bentivoglio, * 1549, Ферара, Херцогство Ферара; † 29 ноември 1619, Модена, Херцогство Модена и Реджо) е военен и маркиз на Гуалтиери и Кастел Болонезе (1585 – 1619).

## Произход
Той е син на Корнелий I Бентивольо (* 1519, † 1585) и Леонарда д’Есте. Има един брат и една сестра:
- Анибалe (* 1547, † 1569);
- Маргеритa († 1581), маркиза на Ариано като съпруга на Алфонсо Турки

Има и шест полубратя и една полусестра от втория брак на баща си, сред които Енцо, 3-ти маркиз на Гуалтиери. 

## Биография
Иполито живее в двора на Есте във Ферара. Като млад служи в армията на Филип II Хабсбург и придружава херцога на Алба Фернандо Алварес де Толедо по време на Втората криза на португалското наследство. По-късно се бие под командването на Алесандро Фарнезе в Осемдесетгодишната война и участва в обсадата на Антверпен (1584 – 1585), като получава командването на рота от копиеносци и място във военния съвет.
Връщайки се във Ферара, е назначен за командир на милициите на Есте.
След като наследява баща си Корнелий като маркиз на Гуалтиери, Иполито, за да демонстрира величието на своя род, продължава работата на своя предшественик в обновяването на Гуалтиери според вкусовете на Късния маниеризъм и перспективните принципи на идеалния град.
През 1586 г., в края на работата по т. нар. Рекултивация „Бентивольо“, започната от баща му, желанието на Корнелий да построи нова енория в местността Кампониеро е изпълнено, което е посветено на Света Виктория в чест на съпругата му Витория Чибо-Маласпина.
На 27 октомври 1597 г. херцогът на Ферара Алфонсо II д’Есте умира и папа Климент VIII се противопоставя на наследяването на Чезаре д’Есте, считайки го за нелегитимно. Иполито се обявява готов да поведе армията на Есте срещу папата, но Чезаре, който въпреки това е наследил баща си в имперските владения на Модена и Реджо, предпочита да се откаже от Ферара и на 28 януари 1598 г.  изоставя града. Иполито го последва в Модена с цялото си семейство.
Между 1594 и 1608 г. той нарежда да се построи Палат „Бентивольо“ по проект на инженера и архитект Джован Батиста Алеоти, известен като Арджента.
През 1599 г. възлага на Джован Батиста Алеоти да проектира фасадата на благородния параклис, желан от баща му, който е построен през следващата година. През 1608 г. той я издига като колегиална църква, въпреки че разпоредбата влиза в сила от 1613 г., като я посвещава на Света Мария на снега. Впоследствие църквата е преустроена, според разпоредбите на Контрареформацията, с надлъжен план.
През 1602 г. отблъсква нападение на Република Лука, която се опитва да окупира Гарфаняна.
През 1612 г. получава разрешение от папа Павел V да основе манастира на Малкия практикуващфранцискански орден, известен също с името Zoccolanti, въпреки че действителното преместване се извършва едва през 1616 г., когато е завършено първото крило на манастира. Освен това той нарежда прехвърлянето на енорийското седалище на свети Андрей Първозвани, за да трансформира сградата му в църква на манастира.
През 1613 г. жителите на Лука отново се опитват да превземат Гарфаняна, но Иполито отново ги отблъсква, принуждавайки ги да се откажат от претенциите си.
Умира на около 79 г. в Модена на 29 ноември 1619 г. и е наследен от своя полубрат Енцо .

## Брак и потомство
∞ за римската благородничка Витория Чибо-Маласпина (* ноември 1555, Маса; † 12 март 1587 ), извънбрачна и узаконена дъщеря на принца на Маса и маркиз на Карара Алберико I Чибо-Маласпина, от която има една дъщеря и четирима сина:
- Джулия Бентивольо († 24 февруари 1629), ∞ 16 февруари 1597 за маркиз Чезаре Пеполи;
- Джовани Бентивольо († умира по време на Втората криза на португалското наследство)
- Феранте Бентивольо († 1619, Грац); ∞ 8 юни 1602 в Торино за Беатриса Матилда д'Есте (* 1570, † 1609), дъщеря на Филипо I д'Есте, маркиз на Сан Мартино, от която има дъщеря и син
- Александър († по време на Втората криза на португалското наследство)
- Корнелий († 2 юли 1660, битката при Нюпорт).

|  | Тази страница частично или изцяло представлява превод на страницата Ippolito I Bentivoglio в Уикипедия на италиански. Оригиналният текст, както и този превод, са защитени от Лиценза „Криейтив Комънс – Признание – Споделяне на споделеното“, а за съдържание, създадено преди юни 2009 година – от Лиценза за свободна документация на ГНУ. Прегледайте историята на редакциите на оригиналната страница, както и на преводната страница, за да видите списъка на съавторите. ВАЖНО: Този шаблон се отнася единствено до авторските права върху съдържанието на статията. Добавянето му не отменя изискването да се посочват конкретни източници на твърденията, които да бъдат благонадеждни. |